# 扎西群培林寺
扎西群培林寺，位于西藏自治区日喀则市定结县定结乡牧龙村，是一座藏传佛教格鲁派寺院。

## 简介
扎西群培林寺位于西藏自治区日喀则市定结县定结乡牧龙村，为藏传佛教寺院。定结县是茶马古道经过地区，留有不少佛寺、宗堡、碉楼、古墓，该寺便是其中一座佛寺。
扎西群培林寺建于定结乡人民政府驻地的后山上，1384年建成，如今建筑面积1300平方米，属藏传佛教格鲁派寺院。
扎西群培林寺总共有一间大殿，五间小佛堂，大殿内供奉加娃亚塞松佛（意思是“父子三人”）。大小共六间佛堂（即一间大殿、五间小佛堂）内随处可见古代壁画，并收藏有保存完好的古代唐卡、古代经卷等文物。